# David Greenglass

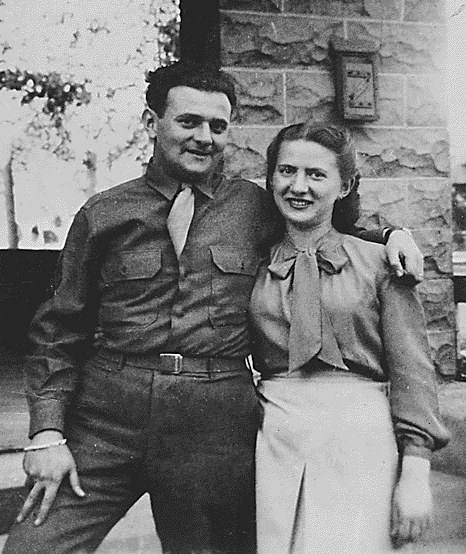
David i Ruth Greenglassowie

David Greenglass (ur. 2 marca 1922 w Nowym Jorku, zm. 1 lipca 2014 tamże) – amerykański mechanik i tzw. szpieg atomowy pracujący na rzecz Związku Radzieckiego.
Był synem mechanika pochodzenia rosyjskiego, natomiast matka była pochodzenia austriackiego. Wychował się w nowojorskim Lower East Side. W młodości poznał Juliusa Rosenberga, który po pewnym czasie zawarł związek małżeński z jego siostrą Ethel. W 1942 David Greenglass ożenił się z Ruth Prinz, przerwał studia i rozpoczął pracę jako operator maszyn. W czasie pełnienia służby wojskowej trafił do Los Alamos gdzie prowadzono prace przy projekcie Manhattan, zmierzającym do budowy bomby atomowej. 
Do gromadzenia informacji na temat budowy bomby i przekazywania ich Związkowi Radzieckiemu przekonał go szwagier Julius Rosenberg. Pozyskiwanie informacji ułatwiała mu bardzo dobra pamięć wzrokowa, oraz łatwość uzyskiwania informacji od ludzi w trakcie rozmowy. Przekazywanie informacji przerwała demobilizacja Greenglassa, która nastąpiła w 1946. W związku z informacjami prasowymi o działalności szpiegowskiej Klausa Fuchsa, w 1950 Julius Rosenberg zaproponował Greenglassowi wspólną ucieczkę do Meksyku. Odmowa spowodowała, że 15 czerwca 1950 agenci FBI aresztowali Davida Greenglassa. Za prowadzoną działalność został skazany na 15 lat pozbawienia wolności. W 1960 został z więzienia zwolniony.
Część zeznań Greenglassa przeciw siostrze i szwagrowi (małżeństwo Rosenbergów) jest obecnie uznawana za sfałszowaną w celu uchronienia żony Ruth przed oskarżeniem. W 2001 sam Greenglass potwierdził, że kłamał przed Komisją Kongresu.